# The One That Got Away
«The One That Got Away» —en español: «El que se escapó»— es una canción de la cantante y compositora estadounidense Katy Perry, incluida en su segundo álbum de estudio, Teenage Dream (2010). Dr. Luke y Max Martin produjeron el tema y lo coescribieron junto con Perry. Esta balada romántica de tempo moderado relata un amor perdido, mencionando a la banda de rock Radiohead y comparando la fuerza de esa relación con la de Johnny Cash y June Carter Cash. El sencillo salió el 30 de septiembre de 2011 bajo el sello Capitol Records como el sexto del álbum.
«The One That Got Away» llegó al número tres en el Billboard Hot 100, logrando que Teenage Dream se convirtiera en el séptimo álbum en la historia del Hot 100 en generar al menos seis éxitos dentro del top 10. También encabezó las listas Billboard Hot Dance Club Songs, Adult Top 40 y Mainstream Top 40.
Floria Sigismondi dirigió el video musical, que se estrenó en noviembre de 2011, protagonizado por Diego Luna. El remix oficial, con el rapero B.o.B, estuvo disponible digitalmente el 20 de diciembre de 2011. Una versión acústica, publicada el 16 de enero de 2012, se incluyó en la edición Teenage Dream: The Complete Confection. Artistas como Kelly Clarkson, Olivia Rodrigo, Conan Gray, Richard Marx, Jordan Pruitt, Selena Gomez & the Scene, y Tate McRae han versionado la canción.

## Antecedentes y desarrollo
El 13 de septiembre de 2011, en un evento en Plaza Irving, Nueva York, Capitol Records confirmó a Billboard que «The One That Got Away» sería el sexto sencillo de Teenage Dream. La intérprete comentó:

«Me complace elegir "The One That Got Away" como mi sexto sencillo, porque esta pieza muestra un lado muy distinto de mí, algo que no había revelado en los sencillos anteriores de este álbum. Creo que todos pueden identificarse con esta canción. La escribí pensando en esa promesa de "para siempre" que a veces no se puede cumplir. Es una historia agridulce. Ojalá quienes la escuchen aprendan de ella y no tengan que decir que dejaron ir a "esa persona especial"».
Katy Perry

Ese mismo mes, la artista publicó en su cuenta de Twitter: «The One That Got Away... ¡Está sucediendo!», acompañado de una imagen de la portada oficial del sencillo. En la foto, la cantante aparece con el cabello rosa, mirando al cielo y usando un sombrero en forma de disco. La imagen tiene un estilo claramente retro que evoca los años setenta. El 30 de septiembre, la canción comenzó a sonar en las radios de Francia, seguida por su lanzamiento en radios mainstream y rhythmic contemporary de Estados Unidos el 11 de octubre. En Italia, EMI Music Publishing distribuyó el tema el 28 de octubre. El 2 de diciembre se lanzó el EP de remixes, y el 15 de diciembre, Capitol Records envió a las radios pop y rhythmic de Estados Unidos la versión con el rapero B.o.B, que se publicó digitalmente cinco días después. La versión acústica salió el 16 de enero de 2012.
Capitol Records aclaró que no lanzaron el sencillo con la intención de alcanzar el número uno y reescribir la historia del Hot 100, a pesar de que la compositora fue la primera mujer en obtener cinco números uno en la lista con un solo álbum. La decisión se basó más en el aprecio de la intérprete por la canción, su estribillo pegajoso y su éxito habitual en las radios pop. Greg Thompson, vicepresidente ejecutivo de marketing y promoción de EMI Music/Capitol Records, comentó a Billboard: «Si llega al número uno, sería excelente. Si no, igual tenemos una canción de Katy sonando en las radios en el último trimestre», lo que ayudaría a aumentar las ventas de Teenage Dream durante la temporada navideña.

## Composición y escritura

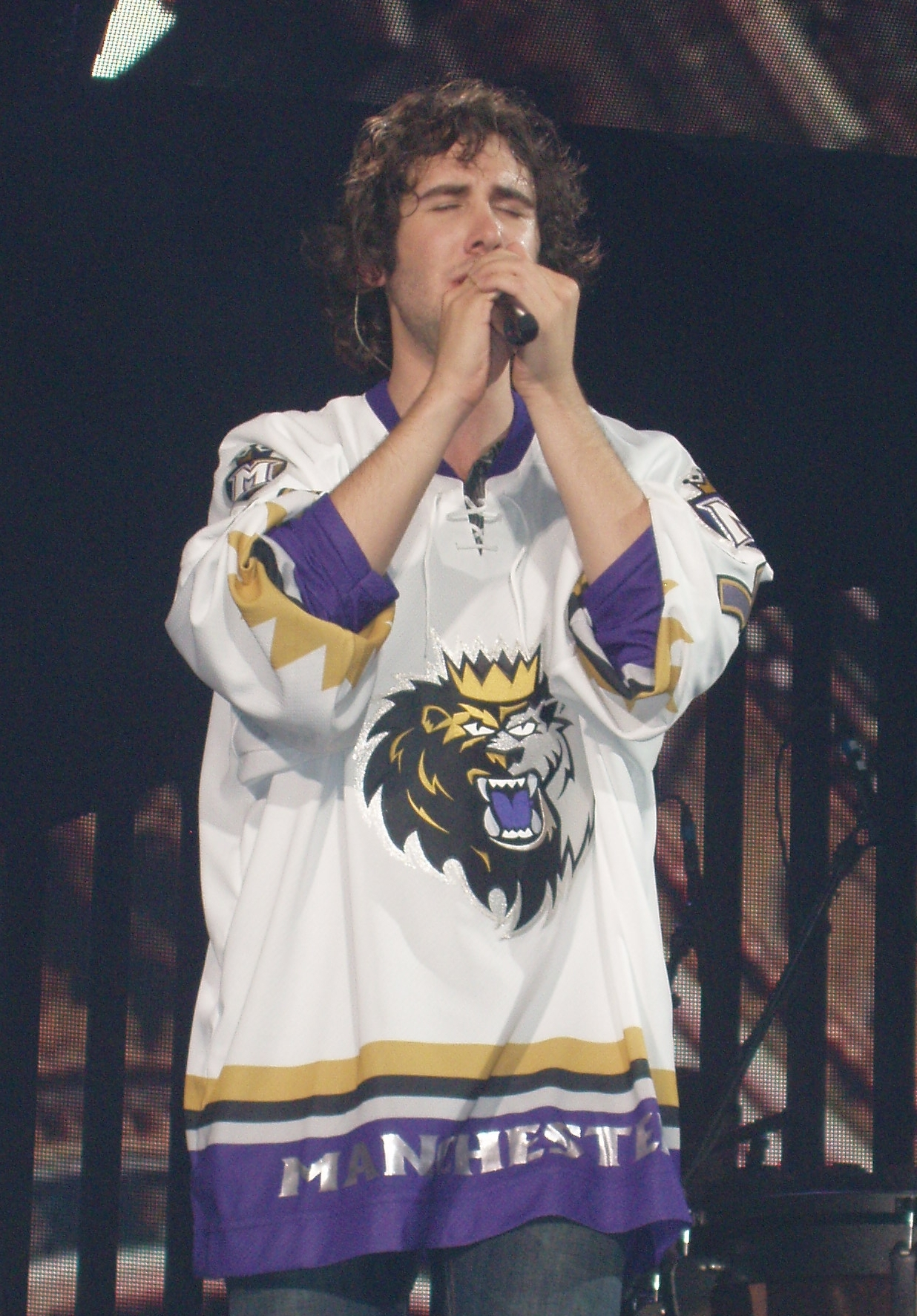
Perry salió brevemente con el cantante Josh Groban en 2009 y sirvió de inspiración para la canción.

Originalmente titulada «In Another Life», el tema lo produjeron Dr. Luke y Max Martin, quienes lo coescribieron junto a Perry. Es una pieza de pop de tempo medio en mi mayor, con un ritmo de 134 pulsaciones por minuto. Joanna Holcombe, de Yahoo! Music, destacó que el sencillo trata sobre los primeros amores. Leah Greenblatt, de Entertainment Weekly, mencionó que es «una oda de tempo medio a un amor de verano después del instituto, donde recuerda compartir momentos en un Mustang mientras escuchaban Radiohead». Michael Wood de la revista Spin comentó que es una de las pistas más tranquilas del álbum, evocando los días de Perry como cantautora en el Hotel Café de Los Ángeles. El sencillo sigue la progresión de acordes mi–sol♯ menor–do♯ menor–la, y la voz de la artista abarca un rango que va desde B3 hasta E5. Kitty Empire destacó que la voz de Perry transmite una melancolía constante a lo largo del tema, y que las referencias a June Carter Cash y Johnny Cash resultaron inesperadas. Rob Sheffield, de Rolling Stone, comentó que cuando la cantante canta «Yo era June, y tú eras mi Johnny Cash», queda claro que se refiere a la versión idealizada de June y Johnny, la de la película Walk the Line. Tras la muerte del actor Johnny Lewis, algunos medios especularon que el sencillo hablaba sobre él. Sin embargo, en 2017, la intérprete aclaró que «The One That Got Away» estaba dedicada a Josh Groban.

## Recepción

### Comentarios de la crítica
Recibió reseñas mixtas de los críticos de la industria musical. Ben Norman de About.com dijo que: «Suena como una versión más aburrida de "Teenage Dream". La producción es un poco tediosa y la letra es un muy fácil de olvidar». Una escritora de Billboard la elogió y estableció que «los temas como "California Gurls", "Teenage Dream" y "The One That Got Away" tienen más textura que cualquier otra cosa de One of the Boys, estos evocan el título del álbum para un cuento de hadas». Rob Sheffield de Rolling Stone señaló que es una de las mejores canciones del disco y que resume el mensaje del mismo. También aclaró que el estilo musical de Perry «está en casa».
Joanna Holcombe de Yahoo! Music la clasificó como «una canción para que la mayoría de los adolescentes puedan identificarse, porque trata de un tema universal, el «primer amor». Kitty Empire de The Guardian la elogió y dijo que: «Perry y Dr. Luke dieron lo mejor de ellos mismos para crear una balada tan melancólica como "The One That Got Away", también consiguieron que el registro vocal de la cantante encaje en todas las melodías. Por otro lado, las referencias inesperadas a June y Johnny Cash me sorprendieron, sin duda son cosas que solamente pasan en California». Seguido de esto, Simon Price de The Independent bromeó sobre un fragmento del estribillo de la canción —carro y Radiohead—, por lo tanto afirmó que era la referencia más sexy. Thiago Mariano de ABC no la valoró, inclusive la clasificó en un grupo de discos sin importancia y destacó que: «Los seis sencillos tienen una buena composición, lo que revela todos los sueños de la pequeña chica en la ciudad. Pero sus melodías no son capaces de animar al oyente y dar lo mejor de lo que la californiana tiene».

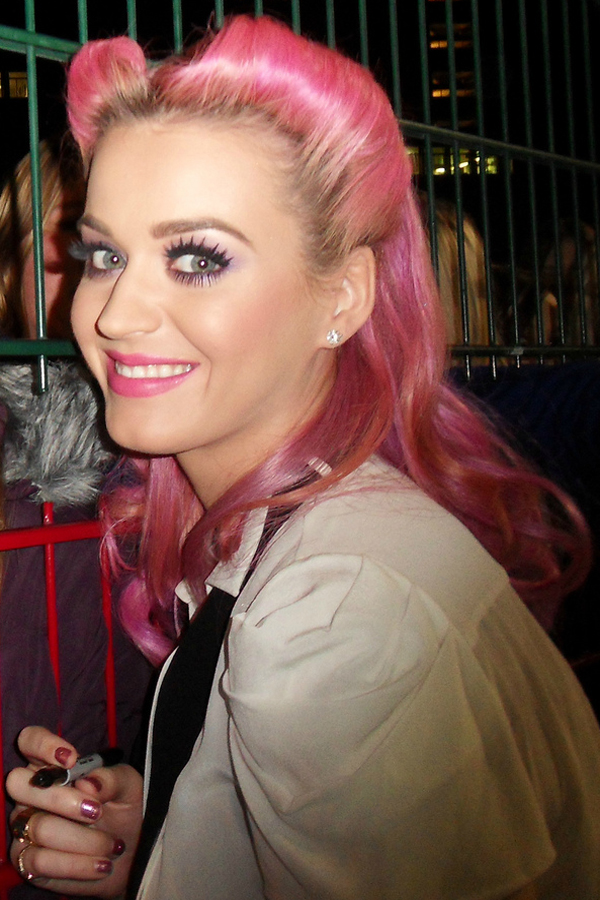
Katy Perry firmando autógrafos después de cantar el tema en Factor X.

Leah Greenblatt de Entertainment Weekly comentó que no estaba satisfecha con el sexto sencillo y señaló que hay mejores canciones en el álbum que podrían serlo. Jill Slattery de Zimbio dijo que Capitol Records hizo una mala elección, pero que el tema podría tener el éxito de sus antecesores. Greg Kot de Chicago Tribune la clasificó como «una parte importante del disco» y citó a «Firework» y «Circle the Drain» como las tres mejores pistas de Perry para desahogarse sobre todos esos problemas del pasado. Mikael Wood de la revista Spin aclaró que: «La cantante parece más comprometida con "Not Like the Movies" y "The One That Got Away", dado que ambas son silenciosas y recuerdan ese lado de Perry cuando cantaba y componía en Hotel Café de Los Ángeles». Sam Lansky de MTV Buzzworthy habló sobre el álbum y opinó que todos los sencillos tienen una gran cantidad de información y datos sobre la adolescencia y describe a «The One That Got Away» como la personificación de «un corazón roto». Un crítico de Capital FM comparó su letra con «More Than a Memory» de Carly Rae Jepsen y señaló que ambas tienen elementos en común. Robert Copsey de Digital Spy le otorgó cuatro estrellas de cinco y destacó:

«"Summer after high school, when we first met / We make out in your Mustang, to Radiohead" —en español: "Verano después de la secundaria, cuando nos conocimos / Lo hicimos en tu Mustang escuchando Radiohead"—. La cantante recuerda su pasado, especialmente esa ruptura que tuvo, por lo tanto le sirvió de inspiración para componerla. Siempre hemos sabido que ella tenía una inclinación por el alt-rock, pero nos preguntamos si de verdad tiene 18 años de edad, yo nunca pensé que estaría sustituyendo el sonido de Thom Yorke y compañía por melodías recubiertas de azúcar como ella lo ha hecho y convertirse en una de las artistas más conocidas del planeta. "Used to steal our parents' liquor, and climb through the roof / Talk about our future, like we had a clue" —en español: "Solíamos robar el licor de nuestros padres y subir por el techo / Hablabamos de nuestro futuro, como si tuviéramos idea"—, ella continúa cantando sobre su agonía amorosa con un sonido de tambor y un riff delicado de piano. "In another life, I would be your girl / We'd keep all our promises / Be us against the world" —en español: En otra vida, yo sería tu chica / Mantendríamos todas nuestras promesas / Ser nosotros contra el mundo"—. Claramente llora en un coro tan satisfactorio».

### Desempeño comercial

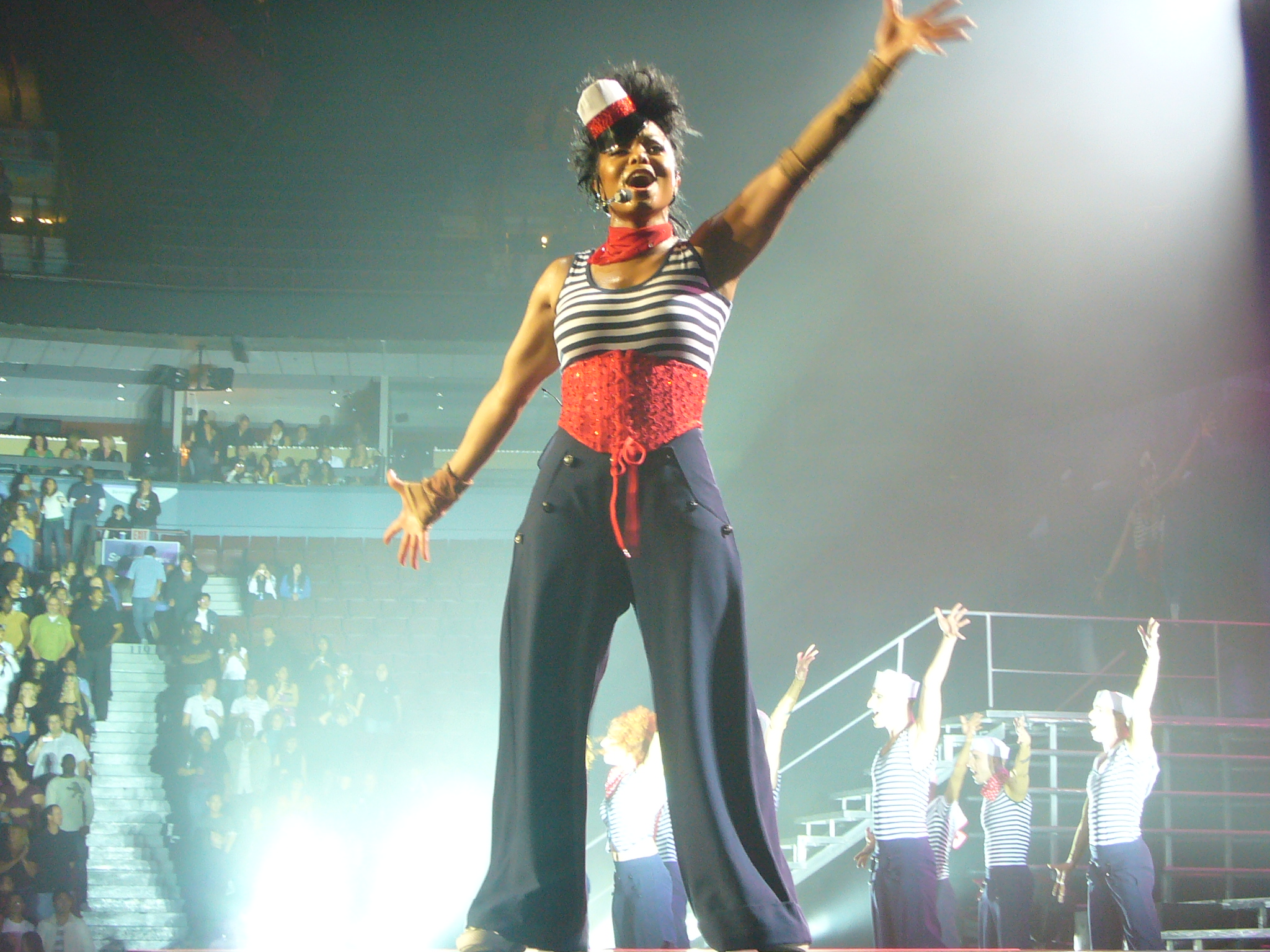
Katy Perry es la segunda artista femenina con más de sencillos en el top cinco de un álbum en Billboard Hot 100, empatada con Janet Jackson con Janet Jackson's Rhythm Nation 1814.

«The One That Got Away» tuvo un rendimiento comercial mediano en todo el mundo. Debutó en la posición ochenta y siete en el Australian Singles Chart de Australia y en la número cuarenta en el New Zealand Singles Chart de Nueva Zelanda a pesar de ser lanzada por radio en ambos territorios. Después de un tiempo, logró entrar entre los cuarenta mejores puestos en las listas de éxitos más importantes en Alemania, Austria, Escocia, Eslovaquia, Holanda, Irlanda, Reino Unido y Suiza. También ingresó en las tablas destacadas de Canadá, Japón y Bélgica. En los Estados Unidos, debutó en la posición treinta y uno en el Pop Songs, y de igual manera en Dance/Club Play Songs. En el Billboard Hot 100 en la noventa y cuatro. En su cuarta semana en dicha lista, alcanzó el número dieciocho. Los críticos de Rolling Stone señalaron que tuvo una buena recepción comercial en las radios estadounidenses y que, sin la promoción de un vídeo musical, ya había ganado una buena posición en la mayoría de las tablas.
Después de un tiempo, la compañía discográfica quería romper el récord que comparte Perry con Michael Jackson —cinco sencillos números uno de un mismo álbum en el Billboard Hot 100—. A principios de diciembre, Universal Music cambió el precio de la canción a 0,69 dólares en la tienda en línea de iTunes, similar a lo que pasó con «Last Friday Night (T.G.I.F.)». De esta forma, tuvo un incremento en sus ventas digitales y aumentó su desempeño en las listas de los Estados Unidos. MTV calificó la estrategia como «desesperada», mientras que Paul Grein de Yahoo! Music dijo: «No tengo ningún problema con que Perry rompa el récord», pero subrayó que: «si Michael Jackson estableció este logro debe ser porque la gente le gustaba sus canciones, no porque su sello le bajó el precio». De acuerdo con Nielsen SoundScan —una empresa que realiza encuestas sobre las ventas musicales en América del Norte—, la canción había vendido más de 77 000 copias antes de ser lanzada como sencillo. En su novena semana en el Billboard Hot 100, la estrategia de la disquera consiguió su resultado, el tema entró en la cuarta posición. Sin embargo, la semana siguiente, bajó al quinto puesto.
El 15 de diciembre, Billboard reveló que «The One That Got Away» tendría una remezcla con el rapero B.o.B y señaló que es una estrategia entre las compañías discográficas para invitar a otros cantantes exitosos en la participación de remezclar canciones, tal y como lo hizo Island Def Jam cuando lanzó una remezcla de «S&M» de Rihanna que contó con la colaboración de Britney Spears y que elevó las ventas semanales del sencillo en un 108%, y como lo hizo RCA Records cuando lanzó una remezcla de «Till the World Ends» de Spears que incorporó las colaboraciones de Nicki Minaj y Kesha, y que elevó las ventas semanales del sencillo en un 102%. Por otro lado, dicha revista resumió que las descargas de esta versión y la original contarían como una sola. El 18 de diciembre de 2011, Capitol Records lanzó la canción debido a una filtración de Internet. El 26 de diciembre, alcanzó la cima de la tabla del Dance/Club Play Songs, por lo tanto convierte a Teenage Dream en el primer álbum en la historia que coloca siete canciones al tope de la lista —«California Gurls», «Teenage Dream», «Firework», «E.T.», «Last Friday Night (T.G.I.F.)», «Peacock» y esta—. El récord anterior le pertenecía a Beyoncé con I Am... Sasha Fierce y Kristine W con The Power of Music. En su primera semana a la venta, la remezcla aumentó las ventas digitales de la versión original en un 26% y le otorgó el puesto número tres en el Billboard Hot 100, siendo su mejor posición en la lista. En febrero de 2012, alcanzó la marca de dos millones de copias digitales solamente en los Estados Unidos, según Nielsen Soundscan.

## Promoción

### Vídeo musical

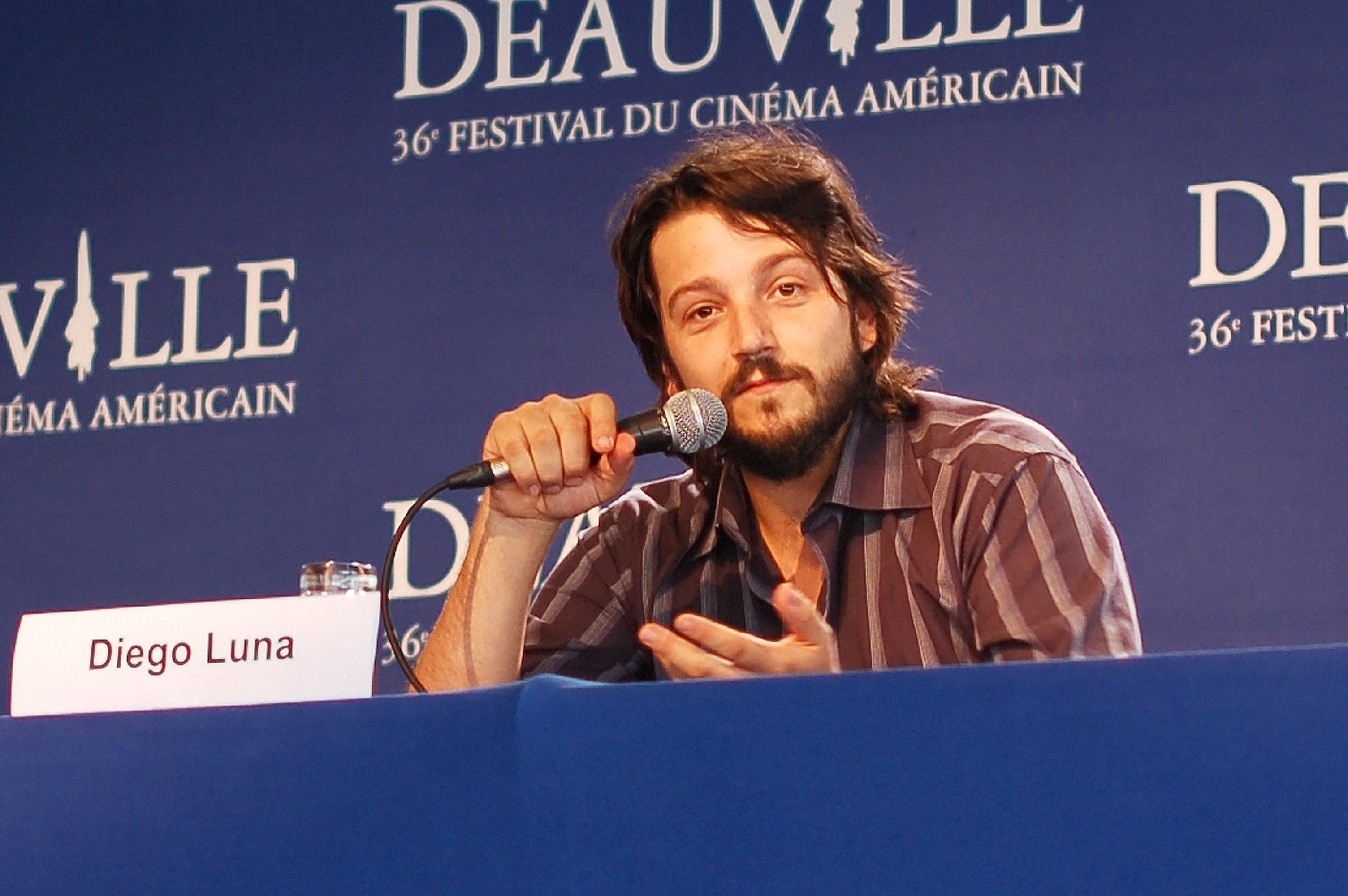
Diego Luna, actor del vídeo musical.

El 28 de septiembre de 2011, Capitol Records dijo a Billboard que grabarían el vídeo musical de «The One That Got Away» en los próximos días. La filmación inició el 30 de septiembre de 2011 y finalizó dos días después. El rodaje tuvo lugar en Canadá, Chicago, Los Ángeles, Miami, Montreal, Nueva York, San Francisco, Toronto y Vancouver. Floria Sigismondi lo dirigió, dado que anteriormente ya había trabajado con la cantante en su anterior sencillo, «E.T.». El actor mexicano, Diego Luna, interpretó el interés romántico de la artista. El 3 de octubre de ese mismo año, alguien filtró fotos en Internet, las que mostraban a Perry con un aspecto de anciana en un lugar rural. El 21 de ese mismo mes, un miembro de Capitol Records declaró, a través de Twitter que había dos versiones del vídeo, y que ambos eran «épicos» como para hacer que los «fanáticos lloraran de la emoción». El 3 de noviembre, la solista lanzó por Facebook, dos imágenes promocionales, la primera muestra dos dibujos sobre un papel y la segunda una mano de hombre joven sobre una mano de mujer vieja. Al día siguiente, la intérprete publicó en su canal de YouTube un avance del videoclip con una duración de treinta y seis segundos, lo que muestra algunas escenas y una narración rápida. Recibió comparaciones con «Just In Love» de Joe Jonas y «We Found Love» de Rihanna, y un total de 5 000 000 de visitas en su semana de estreno. El 8 de noviembre, reveló dos nuevas imágenes promocionales del mismo por Twitter y tres días después lo presentó oficialmente en el talk show americano, The Ellen DeGeneres Show. A enero del 2022 el video oficial junto al audio sobrepasan los 892 millones de reproducciones.

### Argumento
Publicado el 11 de noviembre de 2011, el video comienza con una mujer mayor (Perry) en un vestido blanco de manga larga caminando a través de una casa modernista. Ella suavemente pasa junto a su marido (interpretado por Herman Sinitzyn), dando a entender que los dos están en un matrimonio sin amor. Al hacer una taza de café, la anciana, infeliz con su situación actual, comienza a pensar en su colorido pasado cuando la canción comienza: su versión más joven con su novio artista (Luna). Cuando se reproduce la canción, la chica feliz y el novio pintan retratos de cada uno, se visten salvajemente, bailan en una fiesta, y se dan a cada uno un tatuaje de expediente.
Cuando la anciana recuerda tristemente mientras está sentada en su (y del marido) dormitorio de lujo sola en un camisón de seda, su versión más joven y el novio tienen una discusión que culmina en su salpicadura de pintura roja en una de sus elaboradas pinturas después de que él hizo lo mismo a una de ellas y se va enojado y luego se aleja conduciendo. La versión más joven de la mujer aparece en la habitación de su versión mayor con cada una en la cama, cuando ambas cantan. La versión más joven también se muestra en el armario de su versión mayor, gritando y cantando mientras que el novio es visto conduciendo en un colt mustang para desahogarse de la pelea. Al mismo tiempo, en el presente, la anciana es vista conduciendo fuera de su garaje en un tipo de auto similar al del novio que está conduciendo en el flashback.
El novio abre la visera encima de él mientras conduce y descubre el velo del vestido de la versión más joven que había usado en la fiesta. Se queda mirando el velo, dando a entender a que él decide disculparse con ella. Pero él no se da cuenta de las grandes rocas en el camino de un pequeño deslizamiento de rocas. Él se desvía para esquivar las rocas y conduce accidentalmente por un precipicio, muriendo en el accidente posterior sin tener la oportunidad de disculparse, mientras que la versión más joven de la mujer también 'muere', al mismo tiempo (posiblemente en representación de la muerte de su colorida personalidad). La canción termina abruptamente cuando los sonidos del auto violentamente se escuchan.
Mientras la versión acústica de "You Are My Sunshine" de Johnny Cash se reproduce tranquilamente en el fondo, la anciana ahora tiene un vestido de manga larga conservador oscuro y se revela que ha conducido a ese mismo lugar donde había muerto el novio. Ella camina hasta el borde del precipicio y se apoya en una valla cuando aparece el novio (ya sea un fantasma o una alucinación) ante ella en el otro lado de la valla. Los dos sostienen las manos, revelando los tatuajes coincidentes en sus manos. Cuando la anciana se ajusta a la realidad, la música de Johnny Cash se detiene de repente y el novio desaparece. Entristecida, la anciana se da vuelta y se aleja en silencio desde el precipicio cuando la pantalla se desvanece a negro.

### Recepción

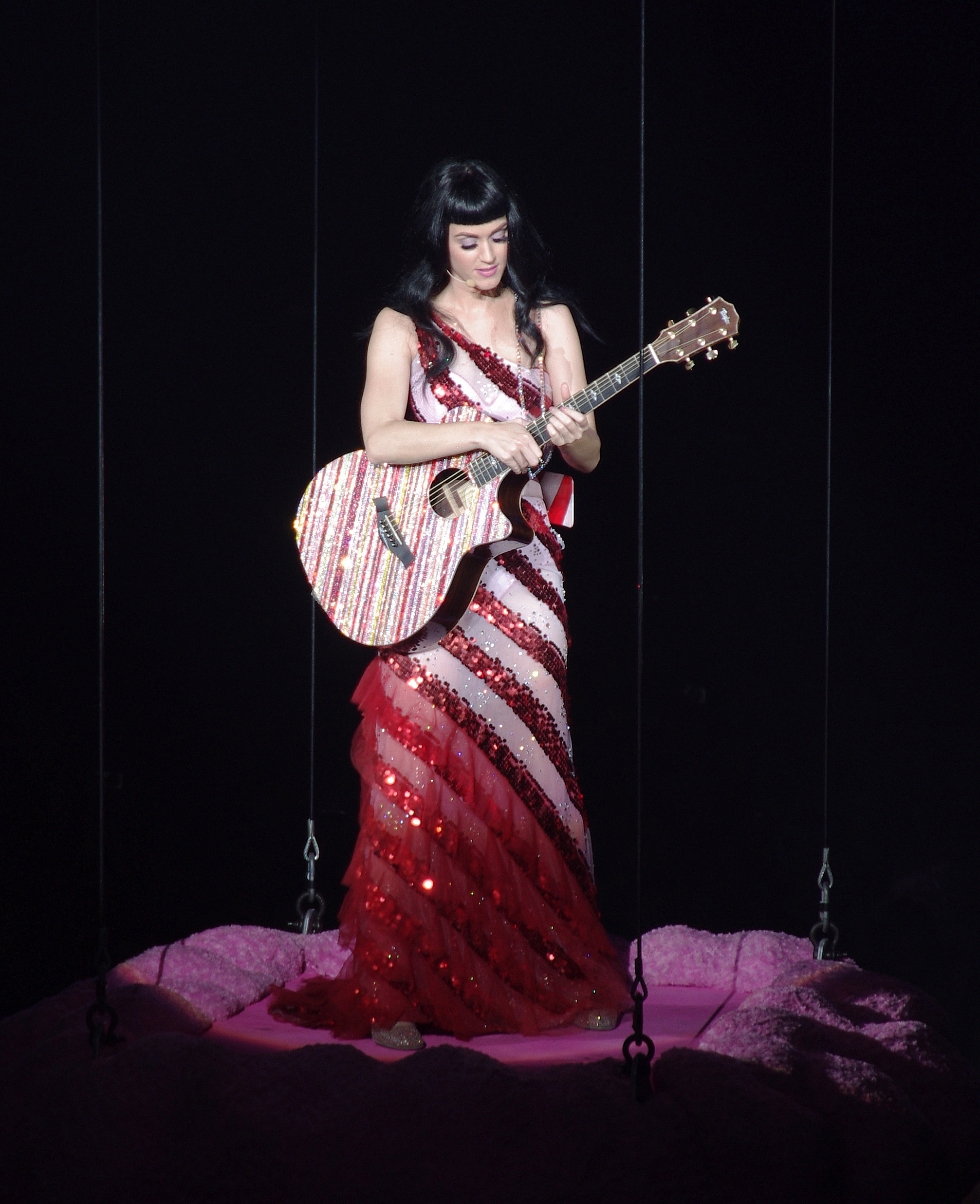
Katy Perry interpretando «The One That Got Away» en su California Dreams Tour, de 2011.

Recibió reseñas positivas de los críticos de música. Jillian Mapes de Billboard comentó que tiene una trama interesante. Laura Schreffler de Daily Mail destacó que: «Katy Perry está mostrando un lado de sí misma que no se había visto antes, lo que demuestra su vulnerabilidad y le da un giro sorprendente de la historia». Chris Coplan de Consequence of Sound lo llamó «un poco más oscuro» comparado con sus trabajos anteriores en «E.T.» y «Last Friday Night (T.G.I.F.)», también señaló que tiene momentos románticos que recuerdan a «Teenage Dream». Jocelyn Vena de MTV News afirmó que la cantante realizó un buen trabajo y dijo que «resume perfectamente la alegría de enamorarse y, a la hora de herir a tu pareja, simplemente hay que dejarlo ir». Erin Strecker de Entertainment Weekly lo describió como «más trágico de los esperado» y opinó que «la melodía y la letra no encajan en ninguna parte con el vídeo musical». Daniel Kreps de Yahoo! Music sostuvo que la solista era «una versión dura» del personaje que interpreta Brad Pitt en la de película de 2008, El curioso caso de Benjamin Button. Jessica Misener de The Huffing Post tuvo en cuenta el estilo de ropa usada. Amanda Dobbins de New York Magazine comentó que las escenas con Diego Luna habían sido el enfoque principal. Los críticos de Rolling Stone destacaron que es muy bonito para una canción dulce. Por otro lado, también señalaron la prótesis utilizada por la intérprete para representar a una anciana y lo compararon con el maquillaje utilizado por el actor Leonardo DiCaprio en la película J. Edgar. Natalie Kuchik de Examiner.com dijo que: «Por lo general, Katy Perry hace videoclips lleno de diversión, con toques coloridos y risas locas. Ahora con "The One That Got Away", decidió tomar un punto de vista diferente, y probablemente termine siendo su mejor vídeo hasta la fecha». «Jenna Rubenstein» de MTV Buzzworthy lo encontró atractivo pero triste y recalcó que «la cantante debe sentirse emocionalmente agotada». Cinco días después de su lanzamiento, tuvo un total de 14 millones de visitas en YouTube. El 23 de noviembre de 2011, Capitol Records estrenó una versión con siete minutos de duración en la película My Week with Marilyn, solamente para los Estados Unidos y Canadá. En diciembre de 2011, la intérprete lanzó un «Detrás de cámaras» del vídeo con una duración de veinte minutos.

### Interpretaciones en directo
Perry la interpretó en su California Dreams Tour, que comenzó en febrero de 2011 y terminó en noviembre de ese año. Para las presentaciones, ella estaba vestida con un traje de colores rojo y blanco con siluetas. El 14 de octubre de 2011, lo cantó durante una actuación en el Motorpoint Arena Sheffield en Reino Unido y en el medio de la canción, hizo su versión de «Someone like You» de Adele, como consecuencia causó una conmoción en el público. El 16 de octubre, la intérprete la cantó en directo en el reality show Factor X. El rendimiento acústico sorprendió a los críticos, dado que la solista había sido sencilla usando un traje colorido, su cabello de color rosa y con paisajes de fondo, además la acompañó con una guitarra. Gracias a esto, duplicó las ventas de Teenage Dream. El 20 de noviembre, Perry la cantó en los premios American Music de 2011. Al finalizar la presentación, la honraron con un premio especial por convertirse en la primera mujer con cinco sencillos en la cima de las listas estadounidenses.
Luego del California Dreams Tour, «The One That Got Away» fue parte del repertorio regular del The Prismatic World Tour, en un medley con «Thinking Of You». Fue interpretada ocasionalmente en Witness: The Tour y la residencia Play. 
En 2025, The Lifetimes Tour incluye una sección especial llamada "Elige tu propia aventura", en la que el público ayuda a decidir qué temas cantará, eligiendo entre las opciones disponibles de un álbum asignado; «The One That Got Away» es una de las tres opciones de la era Teenage Dream para esta sección, junto con «Not Like The Movies» y «Pearl». Fue tocada en el concierto de apertura en Ciudad De México, el 23 de abril de 2025. Hasta la fecha, es la opción más pedida de las tres.

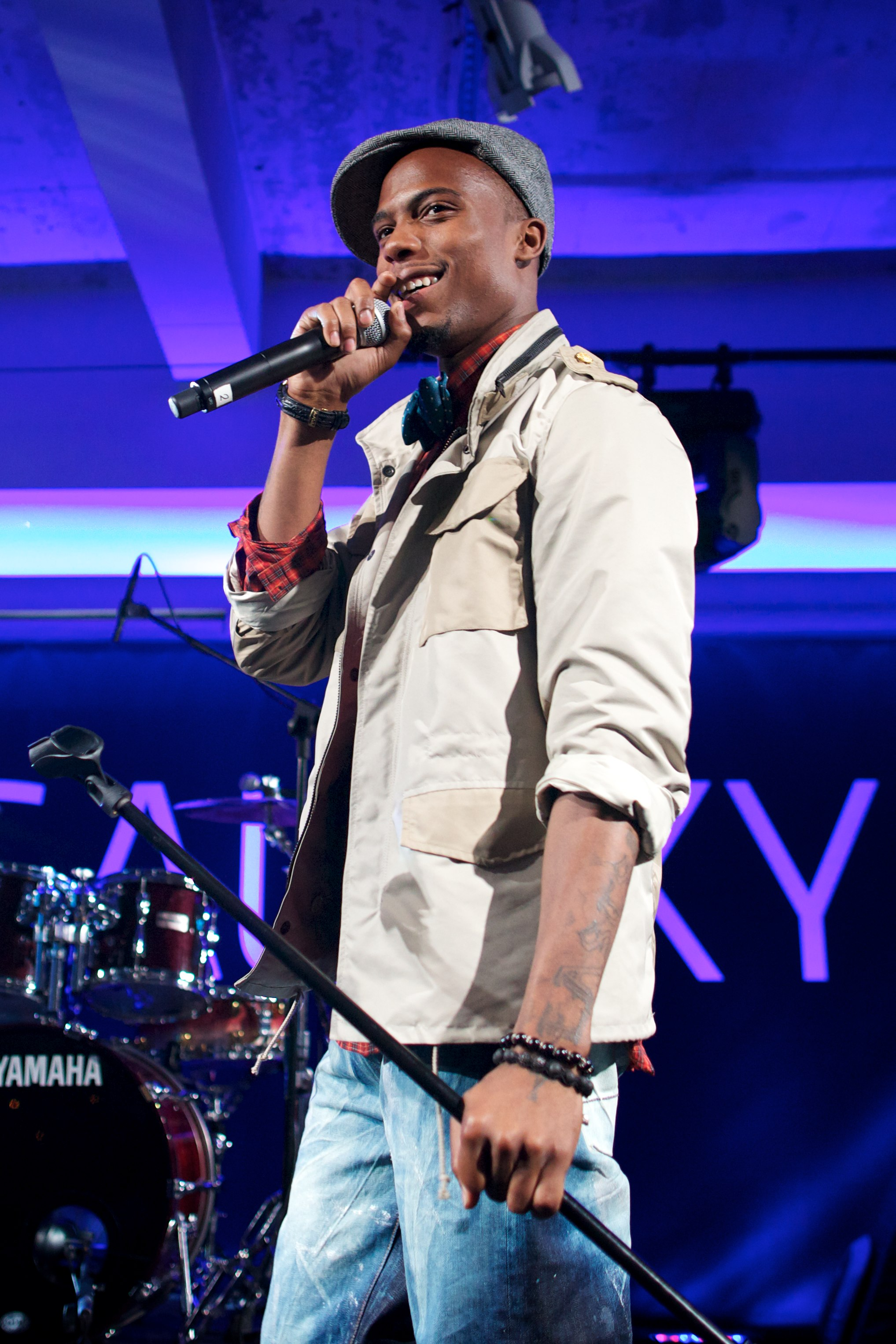
B.o.B colaboró en la remezcla de «The One That Got Away».

### Otras versiones
«The One That Got Away» ha sido cantado por otros artistas en sus actuaciones. En noviembre de 2011, los finalistas de The Voice la usaron para competir. En diciembre del mismo año, la cantante Selena Gomez la interpretó en directo en un evento de radio titulado Jingle Ball y declaró en ese mismo instante que Perry era su artista favorita. En enero de 2012, el cantante canadiense Richard Marx lanzó su versión de estudio del sencillo para darse a conocer por Internet. Al mes siguiente, Marx la presentó acústicamente en el programa Big Morning Buzz Live de VH1. En diciembre, Capitol Records publicó una remezcla con el rapero B.o.B y contó con dos versos nuevos, uno al principio y otro sustituyendo el puente del original. Y el 16 de enero de 2012, la cantante lanzó la versión acústica que luego estaría incluida en su relanzamiento de Teenage Dream. El sello discográfico la utilizó como material promocional para Los Sims, en un vídeo que conmemora su asociación con el desarrollador de productos, Electronic Arts.

## Formatos y remezclas
- Descarga digital

| «The One That Got Away» — Sencillo |                         |          |  |
| N.º                                | Título                  | Duración |  |
| 1.                                 | «The One That Got Away» | 3:47     |  |

| «The One That Got Away» — The Remixes EP |                                                                       |          |  |
| N.º                                      | Título                                                                | Duración |  |
| 1.                                       | «The One That Got Away» (7th Heaven Club Mix)                         | 8:03     |  |
| 2.                                       | «The One That Got Away» (7th Heaven Club Mix)                         | 6:04     |  |
| 3.                                       | «The One That Got Away» (7th Heaven Mixshow Edit)                     | 5:51     |  |
| 4.                                       | «The One That Got Away» (7th Heaven Radio Mix)                        | 4:27     |  |
| 5.                                       | «The One That Got Away» (JRMX Club Mix)                               | 8:12     |  |
| 6.                                       | «The One That Got Away» (JRMX Mixshow Edit)                           | 6:31     |  |
| 7.                                       | «The One That Got Away» (JRMX Radio Edit)                             | 4:19     |  |
| 8.                                       | «The One That Got Away» (Mixin Marc & Tony Svejda Peak Hour Club Mix) | 5:44     |  |
| 9.                                       | «The One That Got Away» (Mixin Marc & Tony Svejda Mixshow Edit)       | 4:43     |  |
| 10.                                      | «The One That Got Away» (Mixin Marc & Tony Svejda Radio Edit)         | 3:53     |  |
| 11.                                      | «The One That Got Away» (Jon Dixon Radio Edit)                        | 3:45     |  |

| «The One That Got Away» — Remezcla |                                     |          |  |
| N.º                                | Título                              | Duración |  |
| 1.                                 | «The One That Got Away» (con B.o.B) | 4:22     |  |

| «The One That Got Away» — Versión acústica |                                            |          |  |
| N.º                                        | Título                                     | Duración |  |
| 1.                                         | «The One That Got Away» (versión acústica) | 4:22     |  |

- Sencillo en CD

| «The One That Got Away» — Sencillo |                                        |          |  |
| N.º                                | Título                                 | Duración |  |
| 1.                                 | «The One That Got Away» (Radio Mix)    | 3:49     |  |
| 2.                                 | «The One That Got Away» (Instrumental) | 3:49     |  |

## Posicionamiento en listas

### Semanales
| País              | Lista                     | Mejor posición |      |
| 2011              | 2011                      | 2011           | 2011 |
| ----------------- | ------------------------- | -------------- | ---- |
| Alemania          | German Singles Chart      | 34             |      |
| España            | Los 40 principales        | 3              |      |
| Australia         | Australian Singles Chart  | 27             |      |
| Austria           | Ö3 Austria Top 75         | 19             |      |
| Bélgica (Flandes) | Ultratop 50               | 33             |      |
| Bélgica (Valonia) | Ultratop 40               | 44             |      |
| Canadá            | Canadian Hot 100          | 2              |      |
| Escocia           | Scottish Singles Charts   | 17             |      |
| Estados Unidos    | Billboard Hot 100         | 3              |      |
| Estados Unidos    | Pop Songs                 | 1              |      |
| Estados Unidos    | Radio Songs               | 3              |      |
| Estados Unidos    | Digital Songs             | 2              |      |
| Estados Unidos    | Adult Pop Songs           | 1              |      |
| Estados Unidos    | Dance/Club Play Songs     | 1              |      |
| Francia           | French Singles Chart      | 30             |      |
| Hungría           | Rádiós Top 40             | 3              |      |
| Irlanda           | Irish Singles Chart       | 13             |      |
| Japón             | Japan Hot 100             | 62             |      |
| Nueva Zelanda     | New Zealand Singles Chart | 12             |      |
| Países Bajos      | Dutch Top 40              | 21             |      |
| Polonia           | Polish Music Charts       | 1              |      |
| Reino Unido       | UK Singles Chart          | 18             |      |
| Sudáfrica         | Mediaguide South Africa   | 1              |      |
| Suiza             | Swiss Single Chart        | 33             |      |

## Sucesión en listas
| Predecesor: «We Found Love» de Rihanna     | Mediaguide South Africa — Sencillo número uno 19 de febrero de 2012 — 26 de febrero de 2012 | Sucesor: «Heavenly Sent» de Mi Casa                       |
| Predecesor: «It Will Rain» de Bruno Mars   | Pop Songs — Sencillo número uno 11 de febrero de 2012 — 18 de febrero de 2012               | Sucesor: «Good Feeling» de Flo Rida                       |
| Predecesor: «Not Over You» de Gavin DeGraw | Adult Pop Songs — Sencillo número uno 11 de febrero de 2012 — 18 de febrero de 2012         | Sucesor: «Set Fire to the Rain» de Adele                  |
| Predecesor: «Levels» de Avicii             | Dance/Club Play Songs — Sencillo número uno 7 de enero de 2012 — 14 de enero de 2012        | Sucesor: «Party People (Ignite the World)» de Erika Jayne |

### Certificaciones
| País           | Organismo certificador | Certificación | Ventas certificadas | Simbolización | Ref.    |
| -------------- | ---------------------- | ------------- | ------------------- | ------------- | ------- |
| Australia      | ARIA                   | 2× Platino    | 140 000             | 2▲            | [ 126 ] |
| Canadá         | Music Canada           | 2× Platino    | 160 000             | 2▲            | [ 127 ] |
| Estados Unidos | RIAA                   | 3× Platino    | 2 750 000           | 3▲            | [ 128 ] |
| Italia         | FIMI                   | Oro           | 25 000              | ●             | [ 129 ] |
| México         | AMPROFON               | Oro           | 30 000              | ●             | [ 130 ] |
| Nueva Zelanda  | RIANZ                  | Oro           | 7500                | ●             | [ 131 ] |
| Reino Unido    | BPI                    | Oro           | 400 000             | ●             | [ 132 ] |

## Premios y nominaciones
«The One That Got Away» recibió nominaciones en distintas ceremonias de premiación. A continuación, una lista de las candidaturas que obtuvo:
| Año  | Ceremonia de premiación | Premio                 | Resultado | Ref.    |
| ---- | ----------------------- | ---------------------- | --------- | ------- |
| 2012 | Jusus Media Awards      | Mejor canción          | Ganador   | [ 133 ] |
| 2012 | VEVOCertified Awards    | 100 000 000 de visitas | [ 134 ]   |         |

## Historial de lanzamientos
| Región         | Fecha                    | Formato(s)                                                                                      | Version                             | Discográfica(s) | Ref.    |
| -------------- | ------------------------ | ----------------------------------------------------------------------------------------------- | ----------------------------------- | --------------- | ------- |
| Francia        | 30 de septiembre de 2011 | Radio airplay                                                                                   | Original                            | Universal       | [ 8 ]   |
| Estados Unidos | 11 de octubre de 2011    | Contemporary hit radio radio contemporánea rítmica                                              | Original                            | Capitol         | [ 135 ] |
| Italia         | 28 de octubre de 2011    | Radio airplay                                                                                   | Original                            | EMI Polydor     | [ 136 ] |
| Estados Unidos | 31 de octubre de 2011    | Música contemporánea para adultos radio contemporánea para adultos adulto moderno contemporáneo | Original                            | Capitol         | [ 137 ] |
| Varios         | 2 de diciembre de 2011   | Descarga digital                                                                                | Remezclas                           | Capitol         | [ 10 ]  |
| Estados Unidos | 15 de diciembre de 2011  | Contemporary hit radio radio contemporánea rítmica                                              | Remix con la participación de B.o.B | Capitol         | [ 11 ]  |
| Varios         | 20 de diciembre de 2011  | Descarga digital                                                                                | Remix con la participación de B.o.B | Capitol         | [ 138 ] |
| Varios         | 16 de enero de 2012      | Descarga digital                                                                                | Acústico                            | Capitol         | [ 138 ] |

## Créditos y personal
- Katy Perry: composición y voz.
- Lukasz Gottwald: composición, programación, productor, batería, teclados.
- Max Martin: composición, programación, productor, batería, teclados.
- Leon Pendarvis: arreglos y director de orquesta.
- Emily Wright: ingeniería de audio.
- Sam Holland: ingeniería de audio.
- Serban Ghenea: mezcla.
- Jon Hanes: ingeniero de mezcla.
- Tatiana Gottwald: asistente.
- Tim Roberts: asistente.

Fuente: Discogs y folleto de Teenage Dream.